# Mandara-Gebirge
Das Mandara-Gebirge ist ein vulkanischer Gebirgszug im Hochland von Adamaua, entlang des nördlichen Teils der kamerunisch-nigerianischen Grenze. Es erstreckt sich über 200 km, vom Fluss Benue im Süden bis zu einem Punkt nordwestlich der kamerunischen Stadt Maroua im Norden und fällt dann in die Ebenen des Tschadbeckens ab.
Dem Mandara-Gebirge entspringen die Flüsse El Beid, Ngadda und Yedseram, die dem Tschadsee entgegenstreben, und die nördlichen Zuflüsse des Mayo Kébbi, einem Nebenfluss des Benue.    
Der höchste Gipfel ist der Oupay mit 1494 m, weitere Berge sind der Ramada (1321 m) und der Chidlél (1069 m). Die Durchschnittshöhe beträgt 800–900 m. Die Region ist dicht bevölkert, vor allem von Sprechern der Tschadsprachen oder von den Kirdi.

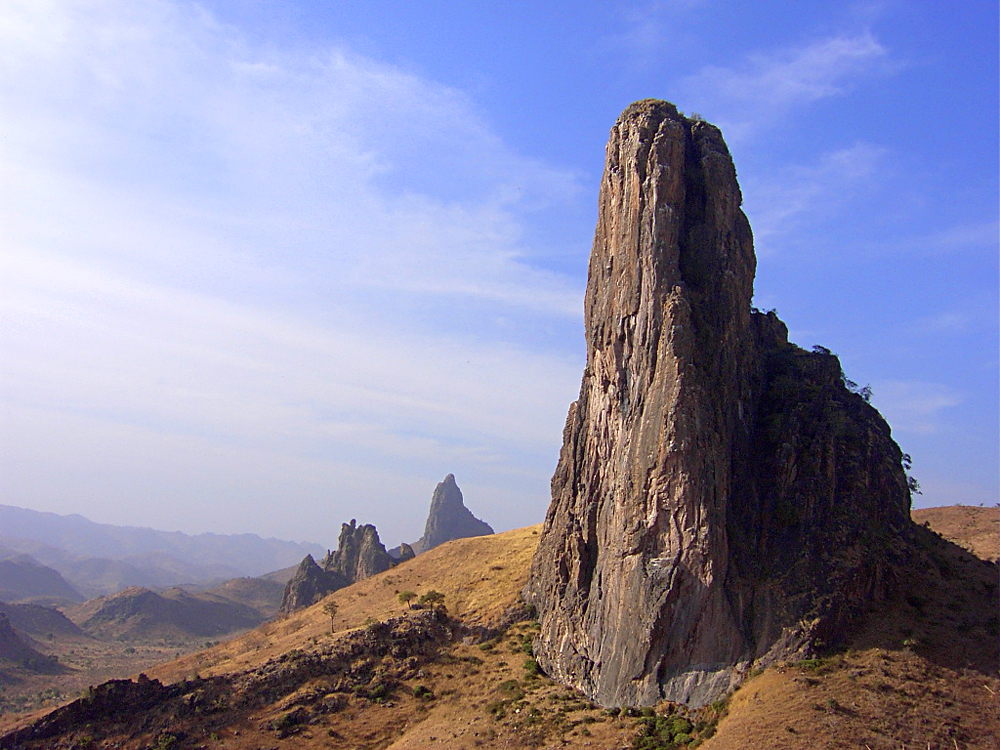
Kapsiki Peak bei Rhumsiki